# Sharif Dean
Pour les articles homonymes, voir Dean.
Sharif Dean, de son vrai nom Cherif-Eddine Kharroubi, né le 14 août 1947 à Casablanca au Maroc et mort le 14 février 2019 à Oran en Algérie, est un chanteur algérien des années 1970. Ses titres les plus célèbres sont Do you love me? et Goodbye and thank you, sortis en 1973.

## Biographie
Cherif-Eddine Kharroubi est né le 14 août 1947 à Casablanca d'une mère française et d'un père algérien. Enfant, il s'installe à Paris, où il entre en contact avec la musique moderne. En 1964, il remporte le prestigieux show de talents de Radio Monte Carlo.
En raison de cette victoire, il obtient beaucoup de contrats dans un certain nombre de clubs allemands. Entre-temps, il étudie à Bruxelles, où il obtient un diplôme universitaire en philosophie et littérature en 1971. Puis, il décide de se consacrer entièrement à sa carrière de chanteur.
Avec le producteur belge Jean Huysmans, il enregistre son premier single en 1972, Mary-Ann, qui n'est pas un succès. En 1973, il réussit enfin avec son hit Do You Love Me? qui fut un succès international et pour lequel il a reçu l'aide vocale d'Evelyne D'Haese, une chanteuse belge qui travaillait souvent en studio, y compris pour Luc Hensill. Cela a été suivi par Plus de problèmes, un succès bien moindre et uniquement en Belgique.
Sharif Dean reçoit un disque d'or pour avoir vendu 100 000 exemplaires de son single Do you love me? en Belgique, qui devient aussi le premier disuqe belge à atteindre la première position dans un rapport annuel néerlandais. Le single fut également le numéro un à Rio de Janeiro.
Il est décédé le jour de la Saint-Valentin 2019 chez lui à Oran, après avoir souffert du diabète pendant un certain temps.